# Geotrygon frenata
Geotrygon frenata là một loài chim trong họ Columbidae.